# Eugenia pauciflora
Eugenia pauciflora är en myrtenväxtart som beskrevs av Dc.. Eugenia pauciflora ingår i släktet Eugenia och familjen myrtenväxter. Inga underarter finns listade i Catalogue of Life.